# Kikaste
Kikaste is een plaats in de Estlandse gemeente Luunja, provincie Tartumaa. De plaats telt 56 inwoners (2021) en heeft de status van dorp (Estisch: küla).
Kikaste ligt aan de rivier Emajõgi. Bij Kikaste ligt een zwerfsteen met de afmetingen 10,5 x 6,5 x 2,3 m, de Luunja suurkivi, ook wel Kikaste suurkivi genoemd (suurkivi betekent ‘grote steen’).